# International Cross Country Championships
International Cross Country Championships var en internationell terränglöpningstävling åren 1898-1972. Med åren tillkom alltfler deltagande  länder. och senare delkom U21- och damtävlingar.
1971 beslutade ICU att överföra ansvaret till IAAF, och tävlingen hölls sista gången 1972, och ersattes från 1973 av världsmästerskapen i terränglöpning.

## Upplagor
| Upplaga                                  | År   | Ort                                          | Land                                          | Datum            | Plats                                                | Nationer | Aktiva |
| ---------------------------------------- | ---- | -------------------------------------------- | --------------------------------------------- | ---------------- | ---------------------------------------------------- | -------- | ------ |
| inofficiell                              | 1898 | Paris-Ville-d'Avray                          | Frankrike                                     | 20 mars          |                                                      | 2        | 16     |
| 1                                        | 1903 | Hamilton, Lanarkshire, Skottland             | Storbritannien                                | 23 mars          | Hamilton Park Racecourse                             | 4        | 45     |
| 2                                        | 1904 | St Helens, Lancashire, England               | Storbritannien                                | 26 mars          | Haydock Park                                         | 4        | 46     |
| 3                                        | 1905 | Dublin, Leinster, Irland                     | Storbritannien                                | 25 mars          | Baldoyle Racecourse                                  | 4        | 48     |
| 4                                        | 1906 | Newport-Caerleon, Monmouthshire, Wales       | Storbritannien                                | 10 mars          | Caerleon Racecourse                                  | 4        | 44     |
| 5                                        | 1907 | Glasgow, Skottland                           | Storbritannien                                | 23 mars          | Glasgow Agricultural Society Show Grounds, Scotstoun | 5        | 56     |
| 6                                        | 1908 | Paris-Colombes                               | Frankrike                                     | 26 mars          | Stade de Matin                                       | 5        | 54     |
| 7                                        | 1909 | Derby, Derbyshire, England                   | Storbritannien                                | 20 mars          | Derby Racecourse                                     | 5        | 51     |
| 8                                        | 1910 | Belfast, Ulster, Irland                      | Storbritannien                                | 26 mars          | Belvoir Park                                         | 5        | 43     |
| 9                                        | 1911 | Newport-Caerleon, Monmouthshire, Wales       | Storbritannien                                | 25 mars          | Caerleon Racecourse                                  | 5        | 45     |
| 10                                       | 1912 | Edinburgh, Lothian, Skottland                | Storbritannien                                | 30 mars          | Saughton Public Park                                 | 5        | 44     |
| 11                                       | 1913 | Paris-Juvisy-sur-Orge                        | Frankrike                                     | 24 mars          | Juvisy Aerodrome                                     | 4        | 36     |
| 12                                       | 1914 | Amersham, Buckinghamshire, England           | Storbritannien                                | 28 mars          | Chesham Park                                         | 5        | 45     |
| Inställt på grund av första världskriget |      |                                              |                                               |                  |                                                      |          |        |
| 13                                       | 1920 | Belfast, Ulster, Irland                      | Storbritannien                                | 3 april          | Belvoir Park                                         | 4        | 35     |
| 14                                       | 1921 | Newport-Caerleon, Wales                      | Storbritannien                                | 19 mars          | Caerleon Racecourse                                  | 4        | 36     |
| 15                                       | 1922 | Glasgow, Skottland                           | Förenade kungariket Storbritannien och Irland | 1 april          | Hampden Park                                         | 5        | 45     |
| 16                                       | 1923 | Paris-Maisons-Laffitte                       | Frankrike                                     | 25 mars          | Hippodrome de Maisons-Laffitte                       | 4        | 36     |
| 17                                       | 1924 | Newcastle-on-Tyne, Northumberland, England   | Storbritannien                                | 22 mars          | Gosforth Park                                        | 6        | 52     |
| 18                                       | 1925 | Dublin                                       | Irland                                        | 28 mars          | Baldoyle Racecourse                                  | 5        | 42     |
| 19                                       | 1926 | Bryssel                                      | Belgien                                       | 28 mars          | Hippodrome de Stockel                                | 6        | 53     |
| 20                                       | 1927 | Newport-Caerleon, Monmouthshire, Wales       | Storbritannien                                | 2 april          | Caerleon Racecourse                                  | 5        | 44     |
| 21                                       | 1928 | Ayr, Ayrshire                                | Storbritannien                                | 24 mars          |                                                      | 5        | 45     |
| 22                                       | 1929 | Paris-Vincennes                              | Frankrike                                     | 23 mars          | Hippodrome de Vincennes                              | 10       | 90     |
| 23                                       | 1930 | Leamington, Warwickshire, England            | Storbritannien                                | 22 mars          |                                                      | 7        | 61     |
| 24th                                     | 1931 | Dublin (herrar)                              | Irland\|                                      | 28 mars          | Baldoyle Racecourse                                  | 6        | 54     |
| 24th                                     | 1931 | Douai, Nord-Pas-de-Calais (damer)            | Frankrike                                     | 22 mars          |                                                      | 3        | 16     |
| 25th                                     | 1932 | Bryssel (herrar)                             | Belgien                                       | 20 mars          | Hippodrome de Stockel                                | 6        | 52     |
| 25th                                     | 1932 | Croydon, Surrey (damer)                      | England, Storbritannien                       | 19 mars          |                                                      | 2        | 12     |
| 26                                       | 1933 | Newport-Caerleon, Monmouthshire, Wales       | Storbritannien                                | 25 mars          | Caerleon Racecourse                                  | 6        | 54     |
| 27                                       | 1934 | Ayr, Ayrshire, Skottland                     | Storbritannien                                | 24 mars          | Ayr Racecourse                                       | 6        | 54     |
| 28th                                     | 1935 | Paris-Auteuil (herrar)                       | Frankrike                                     | 23 mars          | Hippodrome d'Auteuil                                 | 7        | 61     |
| 28th                                     | 1935 | Morecambe, Lancashire, England (damer)       | Storbritannien                                | 20 mars          | The Old Golf Links                                   | 2        | 11     |
| 29                                       | 1936 | Blackpool, Lancashire, England               | Storbritannien                                | 29 mars          | The Stadium, Squires Gate                            | 6        | 54     |
| 30                                       | 1937 | Bryssel                                      | Belgien                                       | 20 mars          | Hippodrome de Stockel                                | 6        | 54     |
| 31st                                     | 1938 | Belfast, Ulster, Nordirland (herrar)         | Storbritannien                                | 2 april          | Royal Ulster Showground                              | 7        | 63     |
| 31st                                     | 1938 | Lille, Nord-Pas-de-Calais (damer)            | Frankrike                                     | 2 april          |                                                      | 3        | 18     |
| 32                                       | 1939 | Cardiff, Glamorgan, Wales                    | Storbritannien                                | 1 april          | Ely Racecourse                                       | 7        | 63     |
| inofficiellt                             | 1940 | Paris                                        | Frankrike                                     | 24 mars          | Bois de Boulogne                                     | 3        | 27     |
| Inställt på grund av andra världskriget  |      |                                              |                                               |                  |                                                      |          |        |
| 33                                       | 1946 | Ayr, Ayrshire                                | Storbritannien                                | 30 mars          |                                                      | 6        | 54     |
| 34                                       | 1947 | Paris-Saint-Cloud                            | Frankrike                                     | 30 mars          | Hippodrome de Saint-Cloud                            | 6        | 54     |
| 35                                       | 1948 | Reading, Berkshire, England                  | Storbritannien                                | 3 april          | Leighton Park                                        | 6        | 54     |
| 36                                       | 1949 | Dublin                                       | Irland                                        | 26 mars          | Baldoyle Racecourse                                  | 7        | 62     |
| 37                                       | 1950 | Bryssel                                      | Belgien                                       | 25 mars          | Hippodrome de Boitsfort                              | 10       | 88     |
| 38                                       | 1951 | Newport-Caerleon, Monmouthshire, England     | Storbritannien                                | 31 mars          | Caerleon Racecourse                                  | 8        | 71     |
| 39                                       | 1952 | Hamilton, Lanarkshire, Skottland             | Storbritannien                                | 22 mars          | Hamilton Park Racecourse                             | 7        | 63     |
| 40                                       | 1953 | Paris-Vincennes                              | Frankrike                                     | 21 mars          | Hippodrome de Vincennes                              | 10       | 89     |
| 41st                                     | 1954 | Birmingham, England                          | Storbritannien                                | 27 mars (herrar) | Bromford Bridge Racecourse                           | 7        | 62     |
| 41st                                     | 1954 | Birmingham, England                          | Storbritannien                                | 20 mars (damer)  |                                                      | 2        | 12     |
| 42nd                                     | 1955 | San Sebastián, Baskien (herar)               | Spanien                                       | 19 mars          | Lasarte Hippodrome                                   | 8        | 70     |
| 42nd                                     | 1955 | Ayr, Ayrshire, Skottland (damer)             | Storbritannien                                | 26 mars          |                                                      | 2        | 12     |
| 43rd                                     | 1956 | Belfast, Nordirland (herrar)                 | Storbritannien                                | 17 mars          | Royal Ulster Showground                              | 8        | 70     |
| 43rd                                     | 1956 | Upminster, Essex, England (damer)            | Storbritannien                                | 17 mars          |                                                      | 2        | 12     |
| 44th                                     | 1957 | Waregem, Västflandern (herrar)               | Belgien                                       | 23 mars          | Hippodroom Waregem                                   | 10       | 89     |
| 44th                                     | 1957 | Musselburgh, East Lothian, Skottland (damer) | Storbritannien                                | 30 mars          |                                                      | 2        | 12     |
| 45                                       | 1958 | Cardiff, Glamorgan, Wales                    | Storbritannien                                | 22 mars          | Pontcanna Fields                                     | 9        | 78     |
| 46                                       | 1959 | Lissabon                                     | Portugal                                      | 21 mars          | National Stadium                                     | 9        | 78     |
| 47                                       | 1960 | Hamilton, Lanarkshire, Skottland             | Storbritannien                                | 26 mars          | Hamilton Park Racecourse                             | 8        | 71     |
| 48                                       | 1961 | Nantes, Pays de la Loire                     | Frankrike                                     | 26 mars          |                                                      | 10       | 109    |
| 49                                       | 1962 | Sheffield, Yorkshire, England                | Storbritannien                                | 24 mars          | Graves Park                                          | 10       | 126    |
| 50                                       | 1963 | San Sebastián, Baskien                       | Spanien                                       | 17 mars          | Lasarte Hippodrome                                   | 11       | 125    |
| 51                                       | 1964 | Dublin                                       | Irland                                        | 21 mars          | Leopardstown Racecourse                              | 9        | 113    |
| 52                                       | 1965 | Oostende, Flandern                           | Belgien                                       | 20 mars          | Hippodrome Wellington                                | 15       | 174    |
| 53                                       | 1966 | Rabat                                        | Marocko                                       | 20 mars          | Souissibanan                                         | 15       | 134    |
| 54                                       | 1967 | Barry, Glamorgan, Wales                      | Storbritannien                                | 18 mars          |                                                      | 12       | 152    |
| 55                                       | 1968 | Tunis                                        | Tunisien                                      | 17 mars          | Hippodrome de Kassar-Said (herrar)                   | 14       | 177    |
| 56                                       | 1969 | Clydebank, Dunbartonshire, Skottland         | Storbritannien                                | 22 mars          | Dalmuir Park                                         | 14       | 193    |
| 57                                       | 1970 | Vichy, Allier                                | Frankrike                                     | 22 mars          |                                                      | 17       | 211    |
| 57                                       | 1970 | Frederick, Maryland (alternativ damtävling)  | USA                                           | 21 mars          | VFW Country Club                                     | 17       | 211    |
| 58                                       | 1971 | San Sebastián, Baskien                       | Spanien                                       | 20 mars          | Lasarte Hippodrome                                   | 18       | 228    |
| 59                                       | 1972 | Cambridge, Cambridgeshire, England           | Storbritannien                                | 18 mars          | Coldham Common                                       | 15       | 200    |

### Fotnoter
1. 1 2  International Cross Country Championships. GBR Athletics. Hämtdatum: 14 februari 2011.
2. ↑  30 years of the IAAF World Cross Country Championships. IAAF (20 mars 2003). Hämtdatum: 14 februari 2011.